# Csonttuberkulózis
A csonttuberkulózis a csontok tbc-baktérium okozta gümős megbetegedése. Csontgyulladásként indul, amely csakhamar a csont szuvasodásához vezet, s leginkább a szivacsos csontokban fordul elő. Az ízületeket alkotó csontvégekben kezdetben mint gümős góc jelenik meg, majd áttörve az ízületekbe, az ízület gümős gyulladásának okává válik. A 20. század első harmadáig jelentős közegészségügyi probléma, a hatékony tbc-ellenes kezelésnek és az általánosan jobb életkörülményeknek köszönhetően mára csak a végletesen elesett személyeknél fordul elő.